# Guy-Brice Parfait Kolélas
Guy Brice Parfait Kolélas (* 6. August 1959 in Brazzaville; † 22. März 2021 auf dem Flug nach Frankreich) war ein Politiker der Republik Kongo. 

## Biografie
Kolélas wurde als Sohn von Bernard Kolélas und dessen Frau Jacqueline 1959 in Brazzaville geboren. Er absolvierte ein Studium der Wirtschaftswissenschaften an der Marien Ngouabi Universität in Brazzaville, das er 1983 erfolgreich abschloss. Anschließend setzte er sein Studium in Frankreich fort. An der Universität von Besançon erwarb er einen Abschluss in Wirtschaft, am Internationalen Institut für Transport in Mulhouse einen Abschluss in internationalem Transportwesen. Seinen Doktorgrad erwarb er dann 1993 in Betriebswirtschaft, Spezialgebiet Unternehmensstrategie an der Universität von Dijon.

## Politik
In den 1990er Jahren war Bernard Kolélas, der Vater von Guy Brice Parfait, einer der wichtigsten politischen Führer in Congo-Brazzaville, er war während des Bürgerkriegs 1997 sogar kurz Premierminister, bevor er und sein alter Rivale, Pascal Lissouba, von Rebellentruppen von Denis Sassou Nguesso im Oktober 1997 ins Exil getrieben wurden. Die Kämpfe gingen weiter, daher wurde Guy Brice Parfait Kolélas, zu der Zeit der Logistikbeauftragte seines Vaters, nach Südafrika zu Ebar Management & Trading geschickt, um Waffen zu besorgen.
Bei den Wahlen im Juni 2007 war Brice Parfait dann Kandidat der Mouvement Congolais pour la Démocratie et le Développement Intégral (MCDDI, deutsch etwa: Kongolesische Bewegung für die Demokratie und Gesamtentwicklung), der Partei seines Vaters, in Kinkala im Departement Pool. Er errang das Mandat schon beim ersten Wahlgang mit 77,46 % der Stimmen. Bei der anschließenden Regierungsbildung wurde er am 30. Dezember 2007 zum Minister für Fischerei und Aquakultur ernannt.
Beim ersten Parteikongress des MCDDI am 24. und 25. Mai 2008 in Brazzaville wurde Brice Parfait Kolélas zum Generalsekretär der Partei und zum Nationalen Sekretär für Entwicklungsstrategien ernannt. In dieser Funktion war er als 2. Mann nach seinem Vater geplant. Da dieser aber zu diesem Zeitpunkt schon gesundheitlich so angegriffen war, war Brice Parfait faktisch der Parteiführer.
Im April 2009 gründeten MCDDI und andere afrikanische Parteien die CODEHA (Conférence des démocrates humanistes africains = Konferenz der humanistischen Demokraten Afrikas), deren Koordinator Brice Parfait Kolélas wurde. Die Organisation entsandte im Juli 2009 Wahlbeobachter zur Präsidentschaftswahl in Kongo und im August 2009 in Gabun.
Bei dieser Präsidentschaftswahl war Brice Parfait Kolélas stellv. Vorsitzender von Präsident Nguessos Wahlkampfteam. Nach dessen Wiederwahl wurde Kolélas am 15. September 2009 zum Minister der Verwaltung und der Staatsreform ernannt.

## Privatleben
Kolélas war verheiratet und hatte drei Kinder.
Zu Beginn der Präsidentschaftswahl 2021 wurde bekannt, dass Kolélas an COVID-19 erkrankt war und zur Behandlung in ein Krankenhaus nach Frankreich ausgeflogen wurde. Er starb an Komplikationen während des Flugs oder kurz nach Ankunft in Paris.